# Centre Penitenciari Mas d'Enric
El Centre Penitenciari Mas d'Enric és una presó de la Generalitat de Catalunya situada al municipi del Catllar (Tarragonès). Disposa d'una capacitat per a 924 presos i nou mòduls ordinaris, un dels quals destinat a dones. Des del juliol de 2018 fins al febrer de 2019 i des del juliol del 2019 fins al juny del 2020, va ser la presó on es trobava detinguda Carme Forcadell.
El 13 de març de 2024 es va produir el primer assassinat de la història d'un treballador dins d'una presó catalana des que la Generalitat es va fer càrrec de les competències en matèria penitenciària. Núria López va ser assassinada per un intern que treballava a la cuina de la presó, i que ja havia mort una dona l'any 2018.
El seu director, Francisco Romero, va ser cessat.